# Graphium meyeri
Graphium meyeri är en fjärilsart som först beskrevs av Carl Heinrich Hopffer 1874.  Graphium meyeri ingår i släktet Graphium och familjen riddarfjärilar. IUCN kategoriserar arten globalt som livskraftig. Inga underarter finns listade i Catalogue of Life.

## Bildgalleri

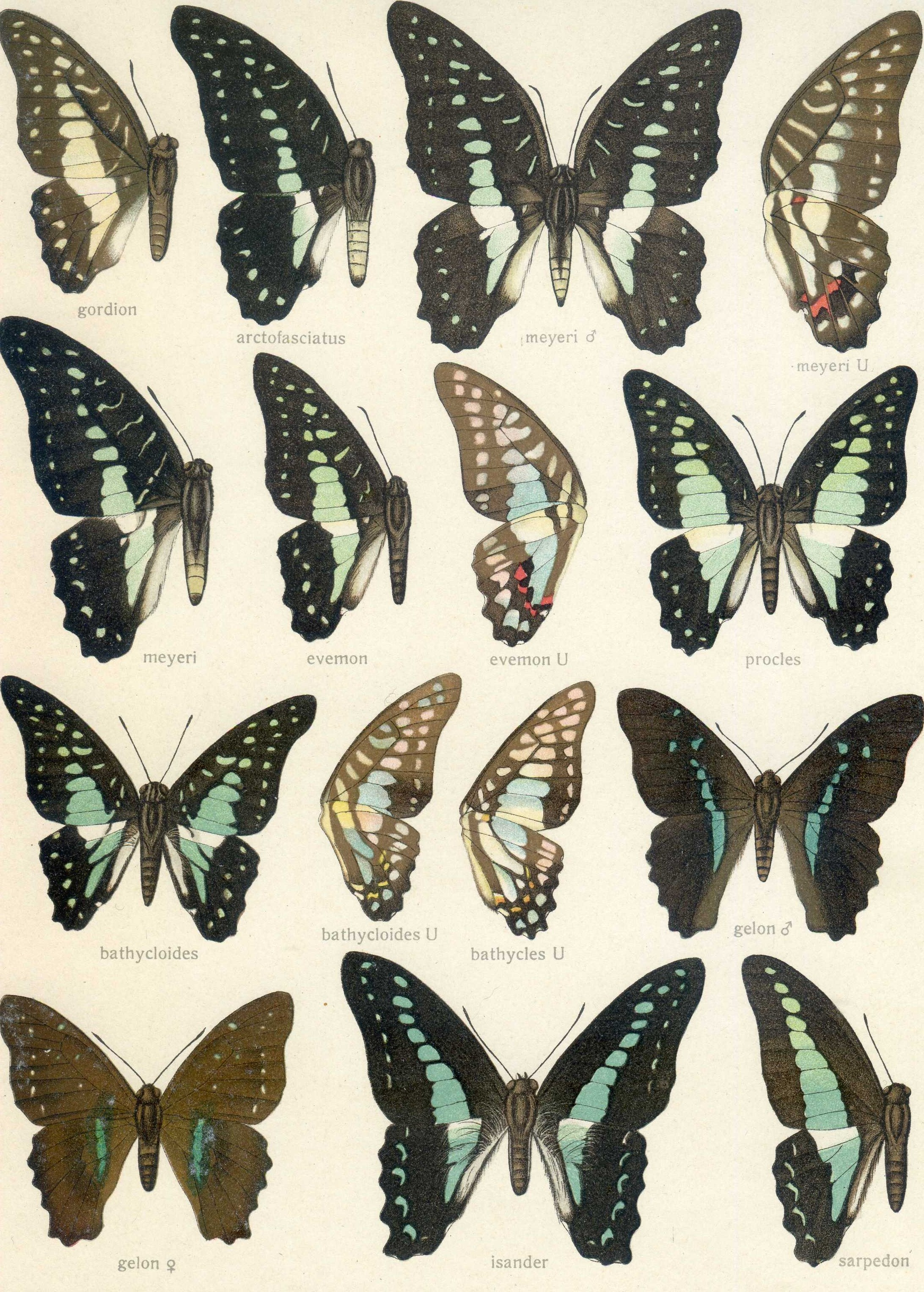